# LWS-2
LWS-2 – polski samolot sanitarny. Zaprojektowany i zbudowany w 1937 roku w Lubelskiej Wytwórni Samolotów w Lublinie.

## Historia
W 1936 roku Dowództwo Lotnictwa Ministerstwa Spraw Wojskowych i Polski Czerwony Krzyż (PCK) zamówiły w Lubelskiej Wytwórni Samolotów (LWS) nowoczesny i funkcjonalny samolot sanitarny. Samolot ten powinien być przystosowany do lądowania i startu z prowizorycznych lądowiskach trawiastych o niewielkich rozmiarach.
Wstępny projekt samolotu opracował inż. Zbysław Ciołkosz na początku 1936 roku. Samolot otrzymał oznaczenie LWS-2. Miał on układ górnopłata zastrzałowego, silnik gwiazdowy i kabinę zakrytą dla czterech osób. Po zatwierdzeniu tego projektu konstrukcję samolotu LWS-2 wykonali w 1937 roku inż. Jerzy Teisseyre i inż. Janusz Lang.
Zarząd Główny Polskiego Czerwonego Krzyża zamówił w LWS budowę dwóch prototypów – jednego do prób statycznych, drugiego do prób w locie. Już jesienią 1937 roku prototypy były gotowe, jeden z nich opatrzony znakami rejestracyjnymi SP-ATP został oblatany na lotnisku fabrycznym przez pilota – oblatywacza Władysława Szulczewskiego. Podczas prób w locie prototyp samolotu LWS-2 okazał się udaną konstrukcją, miał dobre właściwości pilotażowe i osiągi oraz, co było bardzo ważne w tym samolocie, krótki start i lądowanie uzyskane dzięki dużej mechanizacji skrzydeł wzorowanej na konstrukcji płata samolotu RWD-9. Następnie samolot przeszedł kolejne próby w Instytucie Technicznym Lotnictwa w Warszawie, gdzie potwierdziły się jego zalety i został on dopuszczony do eksploatacji jako samolot sanitarny.
Pomimo dobrych osiągów, a także sukcesów międzynarodowych – w dniach 1–4 lipca 1938 roku samolot pilotowany przez por. Mieczysława Jakrzewicza wziął udział w Międzynarodowym Konkursie Lotnictwa Sanitarnego w Esch-sur-Alzette w Luksemburgu, gdzie zajął pierwsze miejsce za najlepsze urządzenie kabiny dla rannych.
Produkcja seryjna nie została uruchomiona, pomimo tego że PCK zamówił 6 egzemplarzy tego samolotu. Zbudowano tylko zamówione przez PCK dwa prototypy, z tym że tylko jeden był przystosowany do lotu.

## Użycie samolotu w lotnictwie polskim
W dniu 19 maja 1938 roku jedyny latający samolot LWS-2 został przekazany polskiemu lotnictwu wojskowemu, gdzie służył do przewozu rannych i chorych jeszcze na początku wojny we wrześniu 1939 roku. Uszkodzony samolot został zdobyty przez Niemców na lotnisku w Krośnie, jego dalsze losy nie są znane.

## Opis techniczny samolotu LWS-2
Samolot LWS-2 był czteromiejscowym samolotem sanitarnym, górnopłat zastrzałowym o konstrukcji mieszanej. Kadłub był kratownicowy, spawany z rur stalowych. Z przodu na łożu mieścił silnik gwiazdowy, za silnikiem umieszczony był zbiornik paliwa o pojemności 130 litrów. Śmigło dwułopatowe, metalowe, nastawne. Dalej usytuowana była kabina zakryta, w której z przodu z lewej strony był fotel pilota, za pilotem apteczka i miejsce dla lekarza z rozkładanym stolikiem, a dalej miejsce dla 2 chorych na noszach. Drzwi na nosze znajdowały się w dolnej lewej części kadłuba. Na końcu kadłuba umocowane było usterzenie klasyczne o konstrukcji drewnianej, przy czym pokrycie stateczników stanowiła sklejka, sterów – płótno. Kadłub był pokryty płótnem, tylko z przodu przy silniku kryty był blachą duralową. Samolot posiadał stałe podwozie z amortyzatorami olejowo-powietrznymi. Płat był prostokątny, zaokrąglony na końcach i zwężający się przy kadłubie, konstrukcji dwudźwigarowej, dwudzielnej, drewnianej. Kryty był do pierwszego dźwigara sklejką, a dalej płótnem. Płaty wyposażone były w skrzela wysuwane na całej krawędzi natarcia oraz w tzw. klapolotki, działające jako lotki w czasie lotu, natomiast przy lądowaniu zaś wychylone do dołu tworzące klapy szczelinowe.